# L'Espion (film, 2012)
Pour plus de détails, voir Fiche technique et Distribution.
L'Espion (Шпион, Chpion) est un film russe réalisé par Alexeï Andrianov, sorti en 2012.
C'est l'adaptation du roman de Boris Akounine, inédit en français, paru en 2006 dont le titre littéral est Roman d'espionnage (Шпионский роман).

## Synopsis
L'histoire se déroule en 1941 quelques mois avant l'invasion de l'URSS par l'Allemagne. Les officiers du NKVD Dorine et Oktiabrski sont à la recherche d'un espion allemand à Moscou qui pourrait connaître des détails sur cette invasion.

## Fiche technique
- Titre original : Шпион, Chpion
- Titre français : L'Espion
- Réalisation : Alexeï Andrianov
- Scénario : Vladimir Valutski d'après le roman de Boris Akounine
- Photographie : Denis Alarcón Ramírez
- Musique : Youri Poteenko
- Pays d'origine : Russie
- Format : Couleurs - 35 mm - 2,35:1 - Dolby Digital
- Genre : action, drame, thriller
- Durée : 108 minutes
- Date de sortie :
  - Russie : 5 avril 2012

## Distribution
- Danila Kozlovski : Dorine
- Fiodor Bondartchouk : Oktiabrski
- Anna Tchipovskaïa : Nadia
- Sergueï Gazarov : Narkom
- Vladimir Epifantsev : Kogane
- Victoria Tolstoganova : Petrakovitch
- Alexeï Gorbounov : contact
- Andreï Merzlikine : Karpenko
- Dmitri Nazarov : le père de Nadia
- Mikhail Filippov : chef
- Polina Raïkina : Zina
- Sergueï Frolov : Youchka
- Alexander Kuznetsov : Yepantchine
- Viktor Verjbitski : Lejava
- Ekaterina Melnik : actrice
- Aleksey Panine : Ringleader

## Distinction

### Récompense
- 26e cérémonie des Nika : Nika de la révélation de l'année pour L'Espion[1].